# Apache Wicket
Apache Wicket, o simplemente Wicket, es un framework de desarrollo de aplicaciones web para la plataforma Java EE. 
Fue originalmente escrito por Jonathan Locke en 2004, y su versión 1.0 fue liberada en junio de 2005. Wicket fue convertido en un proyecto del nivel superior de Fundación Apache en 2007. Wicket es un proyecto de código abierto, disponible bajo los términos de la licencia Apache, versión 2.0.
Wicket da énfasis a uso de "puro Java" y "puro HTML", a diferencia de tecnologías como  JSP o JSF que permiten incluir lógica de aplicación en las plantillas de presentación.